# Christos Patsatzoglou
Christos Patsatzoglou (în greacă Χρήστος Πατσατζόγλου; n. 19 martie 1979) este un fotbalist internațional grec, de origine rromă, care în prezent evoluează la clubul Iraklis Psachna.
Patsatzoglou și-a început cariera la Skoda Xanthi, apoi  a fost transferat la Olympiacos, echipă cu care a câștigat mai multe titluri naționale.

## Cariera
Christos a început să joace fotbal pentru echipa locală de tineret a orașului său natal, Aghia Eleousa. A fost selecționat în echipa națională U-17 a Greciei. În 1996 s-a transferat la echipa Skoda Xanthi, unde a jucat până în anul 2000 când s-a transferat la Olympiacos.
Patsatzoglou a reprezentat Grecia la Euro 2008 și la Cupa Mondială FIFA 2010. 

## Goluri internaționale
| #  | Data              | Stadion                       | Oponent               | Scor | Rezultat | Competiția                                           |
| -- | ----------------- | ----------------------------- | --------------------- | ---- | -------- | ---------------------------------------------------- |
| 1. | 11 octombrie 2006 | Zenica, Bosnia și Herțegovina | Bosnia și Herțegovina | 0–4  | Win      | Preliminariile Campionatului European de Fotbal 2008 |

## Palmares

### Club
Olympiacos
- Superliga Greacă (8): 2000–01, 2001–02, 2002–03, 2004–05, 2005–06, 2006–07, 2007–08, 2008–09
- Cupa Greciei (4): 2004–05, 2005–06, 2007–08, 2008–09
- Supercupa Greciei (1): 2007

Omonia
- Prima Divizie Cipriotă (1): 2009–10
- Supercupa Ciprului (1): 2009–10

### Individual
- Cel mai bun tânăr fotbalist grec (1): 1999–2000